# 弗兰斯·塔马约县

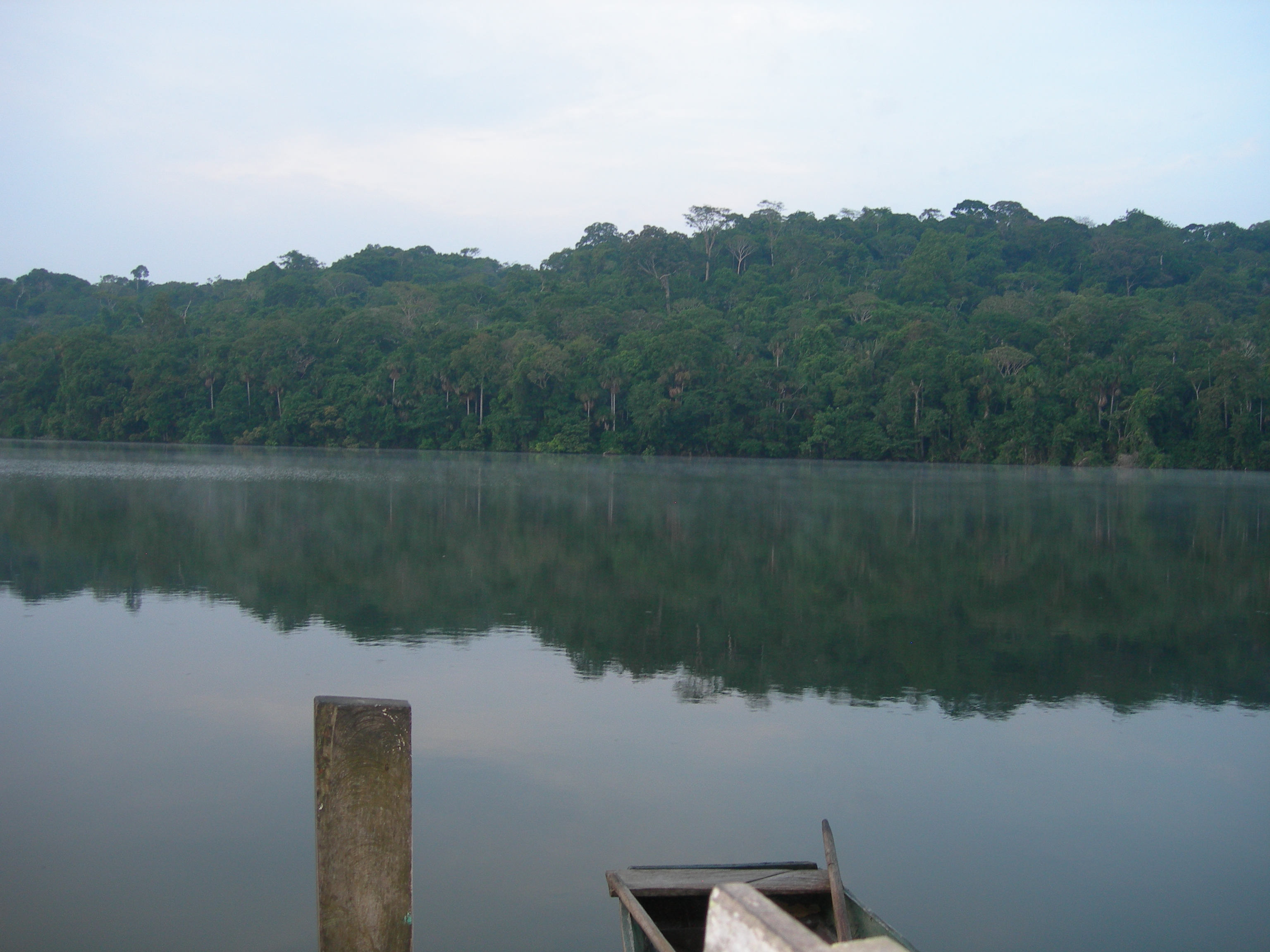

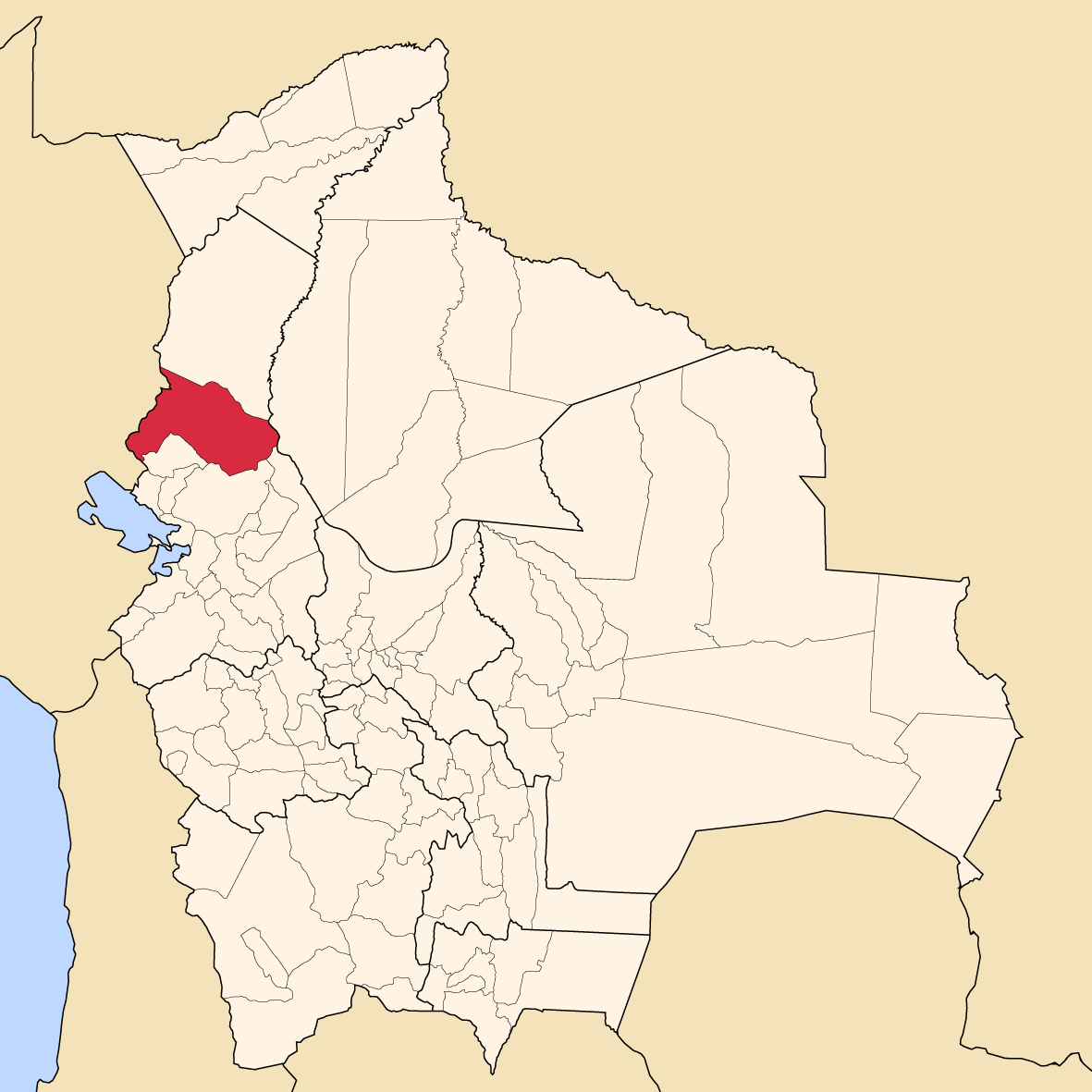

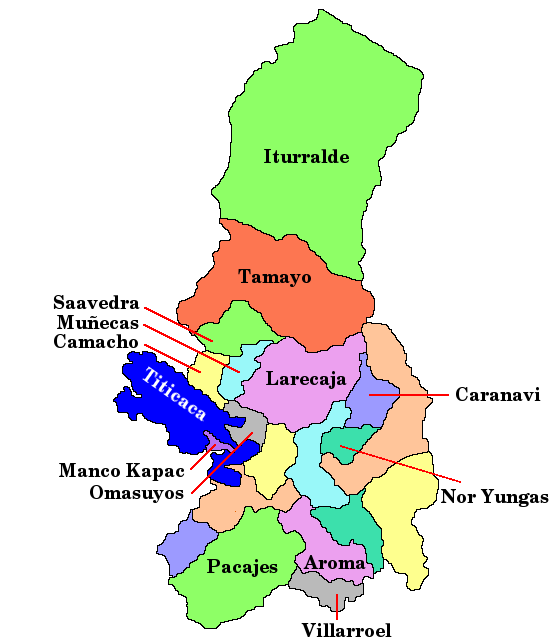

弗兰斯·塔馬約县（西班牙語：Provincia de Franz Tamayo），是玻利維亞的县份，位於該國西部，屬於拉巴斯省的一部分，县府設於阿波洛，面積15,900平方公里，2012年人口26,997，人口密度每平方公里1.7人。